# Théâtre en transe
Pour plus de détails, voir Fiche technique et Distribution.
Théâtre en transe (Theater in Trance) est un film documentaire allemand réalisé par Rainer Werner Fassbinder, sorti en 1981.

## Synopsis
Une visite du festival « Theater der Welt » de 1981 à Cologne où 30 groupes ont contribué avec plus de 100 représentations artistiques.

## Fiche technique
- Titre français : Théâtre en transe
- Titre original : Theater in Trance
- Réalisation : Rainer Werner Fassbinder
- Scénario : Rainer Werner Fassbinder
- Pays d'origine : Allemagne de l'Ouest
- Format : Couleurs - Mono
- Genre : Documentaire
- Durée : 91 minutes
- Date de sortie : 1981